# 20687 Saletore
20687 Saletore este un asteroid din centura principală de asteroizi.

## Descriere
20687 Saletore este un asteroid din centura principală de asteroizi. A fost descoperit pe 4 noiembrie 1999 la Socorro, New Mexico, în cadrul proiectului LINEAR. Asteroidul prezintă o orbită caracterizată de o semiaxă mare de 2,74 ua, o excentricitate de 0,09 și o înclinație de 9,9° în raport cu ecliptica.